# Arnicratea ferruginea
Arnicratea ferruginea är en benvedsväxtart som först beskrevs av King, och fick sitt nu gällande namn av N. Hallé. Arnicratea ferruginea ingår i släktet Arnicratea och familjen Celastraceae. Inga underarter finns listade.